# 5 Gold Rings
5 Gold Rings (auch: Five Gold Rings, englisch für Fünf goldene Ringe) war eine Spielshow des deutschen Privatsenders Sat.1, die von Steven Gätjen moderiert wurde. Es handelt sich um die deutsche Adaption der gleichnamigen niederländischen Spielshow von SBS 6.

## Ausstrahlung
Nach einer Pilotfolge am 9. Oktober 2020 wurde 5 Gold Rings ab dem 12. Oktober 2020 regelmäßig von Montag bis Freitag im Vorabendprogramm von Sat.1 um 19:00 Uhr gesendet. Nachdem im Januar 2021 die Einschaltquoten deutlich zurückgingen, wurde zunächst der Ausstrahlungsturnus ausgedünnt. Nach einem weiteren Prominenten-Spezial am 5. März 2021 wurde die Spielshow schließlich mit einer letzten Folge am 24. April 2021 eingestellt. Vier bereits produzierte Episoden wurden gar nicht mehr ausgestrahlt. Der Sendeplatz wurde von Buchstaben Battle und Rolling – Das Quiz mit der Münze, später von Let the music play übernommen.

## Spielablauf
Zentrales Spielelement ist ein riesiger, begehbarer Flachbildschirm (ein sogenannter Videoboden), auf dem Standbilder angezeigt oder Videos abgespielt werden. Die Kandidaten müssen die Quizfragen auf dem Videoboden graphisch beantworten, indem sie die fünf namensgebenden Ringe an bestimmten Positionen ablegen. Selbst wenn die Kandidaten die richtige Antwort wissen und mündlich sofort nennen könnten, können sie verlieren. Denn neben Wissen benötigen sie räumliches Vorstellungsvermögen, Fingerspitzengefühl und vor allem auch Glück.
Ab der zweiten Staffel wurde ein „Goldener Rat“ eingeführt, ein dreiköpfiges Gremium aus Quizexperten, das von den Kandidaten als Joker befragt werden konnte. Zu den wechselnden Mitgliedern gehörten unter anderem Ralf Schnoor und Vroni Kiefer.

## Prominenten-Spezial
Es wurden zwei Spezialausgaben dieser Spielshow gedreht, in denen Prominente als Kandidaten antraten. Die Gewinnsumme war höher als in den normalen Episoden.
| Erstausstrahlung | Runde         | Team 1                         | Gewinn      | Team 2                            |
| ---------------- | ------------- | ------------------------------ | ----------- | --------------------------------- |
| 9. Oktober 2020  |               |                                |             |                                   |
| 5. März 2021     | Runde 1       | Steffen Henssler, Verona Pooth | 13.000 Euro | Caroline Frier, Jochen Schropp    |
| 5. März 2021     | Runde 2       | Oli P., Jasmin Wagner          | 36.000 Euro | Wilson Gonzalez, Uwe Ochsenknecht |
| 5. März 2021     | „Superfinale“ | Steffen Henssler, Verona Pooth | 26.000 Euro | Wilson Gonzalez, Uwe Ochsenknecht |

## Internationale Ausgaben
| Sender             | Eigenname                        | Moderation                                                | Erstausstrahlung   | eingestellt        |
| ------------------ | -------------------------------- | --------------------------------------------------------- | ------------------ | ------------------ |
| SBS 6              | 5 Golden Rings                   | Rik van de Westelaken (2017) Kim-Lian van der Meij (2018) | 12. Januar 2017    | 28. Februar 2018   |
| ITV                | 5 Gold Rings                     | Phillip Schofield                                         | 5. März 2017       | 6. Dezember 2020   |
| France 2           | Les 5 anneaux d'or               | Olivier Minne                                             | 24. August 2017    | 18. August 2018    |
| Reshet 13          | Khamesh Tvaot Zahav              | Yaron Brovinsky                                           | 29. April 2018     | läuft noch         |
| NBC                | 5 Gold Rings                     | David Eilenberg                                           | 2018               | nur eine Folge     |
| SBC                | خمس خواتم Khams Khawatem         | Yasir Al Saggaf                                           | 12. September 2018 | läuft noch         |
| VTV3               | 5 vòng vàng kỳ ảo                | Bùi Đại Nghĩa (2018–2019) Bạch Công Khanh (2021)          | 1. Dezember 2018   | läuft noch         |
| Channel 7          | แหวน 5 ท้าแสน 5 Golden Rings      | Varavuth Jentanakul                                       | 4. März 2019       | 29. September 2020 |
| Antena 3           | El juego de los anillos          | Jorge Fernández                                           | 7. August 2019     | 23. Januar 2021    |
| Sat.1              | 5 Gold Rings                     | Steven Gätjen                                             | 9. Oktober 2020    | 24. April 2021     |
| Star Channel       | 5 Gold Rings                     | TBA                                                       | angekündigt        |                    |
| Central Television | 5 алтан цагираг 5 altan tsagirag | Ankhbayar Ganbold                                         | 3. November 2021   | läuft noch         |
| RTL                | Öt aranygyűrű                    | Gábor Gundel Takács                                       | 25. März 2025      |                    |

## Merchandising
Seit 2018 kann im Spielwarenhandel ein gleichnamiges Brettspiel erworben werden, mit dem man 5 Gold Rings auch zu Hause spielen kann.